# Lasiocala josei
Lasiocala josei är en skalbaggsart som beskrevs av Soula 2006. Lasiocala josei ingår i släktet Lasiocala och familjen Rutelidae. Inga underarter finns listade i Catalogue of Life.